# Давід Пізанті
Давід Пізанті (івр. דוד פיזנטי; нар. 27 травня 1962) — колишній ізраїльський професійний футболіст, який розпочав свою кар'єру нападником у клубі «Хапоель Хадера», але згодом став лівим захисником у «Маккабі» з Нетаньї. Він також грав за Кельн, Квінз Парк Рейнджерс і «Хапоель» з Хайфи, перш ніж достроково завершити кар'єру через травму.

## Титули і досягнення
- Чемпіон Ізраїлю: 1979-80, 1982-83
- Володар Суперкубка Ізраїлю: 1980, 1983